# Феодор Газа

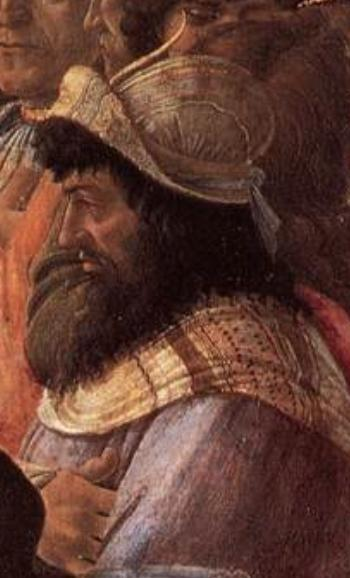
Газа на картине работы Боттичелли

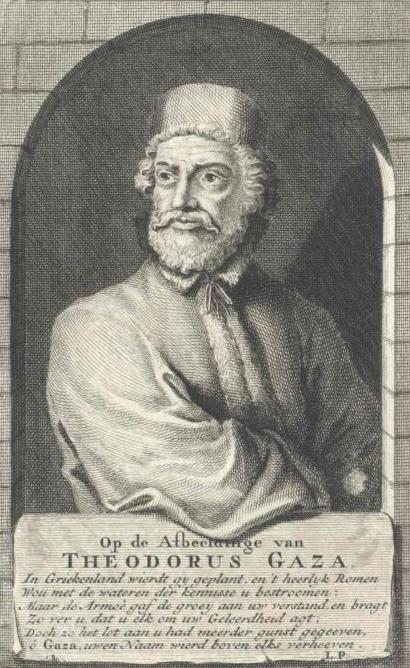
Портрет Феодора Газы.

Феодор Гази́c (Газа, греч. Θεώδορος Γαζής, лат. Thessalonicensis на греческом и латинском  Θεσσαλονικεύς-Фессалоникиец; около 1370 — 1475) — греческий гуманист  и переводчик Аристотеля.

## Биография
Родился в Салониках примерно в 1370 году. После того, как турки взяли Салоники, в 1429 году уехал в Италию, изучил латинский язык и продолжил традицию распространения греческого языка, которую начал до него Мануил Хрисолор. В декабре 1440 года был в Павии, где познакомился с Якопо да Сан-Кассиано (ит.), который представил его своему учителю — Витторино да Фельтре. За три года пребывания в Мантуе, где да Фельтре основал гуманистическую школу «La Giocosa» итал. Дом радости), Газис изучил латынь под руководством да Фельтре и, в свою очередь, научил последнего греческому, а также переписывал манускрипты с классическими античными произведениями. В 1447 году стал профессором греческого языка и литературы в Университете Ферарры; среди его студентов был Рудольф Агрикола. В 1455 году был приглашён в Рим папой Николаем V и занялся переводами греческих писателей, в особенности, Теофраста и Аристотеля. После смерти папы Николая V, Газис поступил на службу к королю Неаполя, а через два года, после смерти короля, вернулся в Рим.
Имеются два портрета Феодора Газиса. Один из них — работа Боттичелли.

## Работы Газиса
- Греческая Грамматика (Париж, 1516)
- О месяцах
- О происхождении турок (Базель 1556)
- Парафраз Илиады Гомера
- О Аристотеле и Платоне
- Заметки к Филострату
- Habentur hoc volumine haec Theodoro Gaza interprete Aristoteliw de nature animalium lib IX
- Aeliani de instrumentiw aciebus libram
- Dionysii Halicarnassei, de oratione nuptiali, et natalitia praecept
- Chrysostomi de incomprehensibus dei natura homiliae V
- Aphorismi Hippocratis
- Перевод Цицерона с латинского на греческий

## Переводы Аристотеля
Феодор Газа перевел на латинский язык следующие сочинения Аристотеля:
- История животных
- О частях животных
- О возникновении животных